# Morro da Fumaça
Morro da Fumaça es un municipio brasileño del estado de Santa Catarina. Tiene una población estimada al 2021 de 16 126 habitantes. Con el estatus de municipio desde 1962, forma parte de la Región metropolitana Carbonífera.

## Etimología
Morro da Fumaça, en portugués significa colina de humo, según los historiadores este nombre se debe a la niebla que se formaba en uno de los cerros de la localidad cada vez que el río Urussanga crecía. Otra versión cuenta que los locales, debido a la niebla, encendían fogatas en sus campamentos provocando el humo.

## Historia
El lugar fue habitado por los Carios antes de la colonización.
Aproximadamente, en 1900 se establecieron los primeros europeos provenientes de Bielorrusia. En 1910 vendieron sus tierras a los italianos José Cechinel y su esposa Hermínia Sóligo Cechinel, quienes son considerados los fundadores de Morro da Fumaça.
El 6 de septiembre de 1931, se estableció como distrito de Urussanga. Su emancipación como municipio llegó el 20 de mayo de 1962.

## Barrios
- Bortolatto
- Capelinha
- Centro
- Cohab
- De Costa
- Distrito de Estação Cocal
- Esperança
- Graziela
- Ibirapuera
- Jussara
- Linha Barracão
- Linha Bortolatto
- Linha Cabral
- Linha Frasson
- Linha Pagnan
- Linha Serafin
- Linha Torrens
- Maccari
- Menino Jesus
- Mina Fluorita
- Monte Verde
- Mina Viscondi
- Naspolini
- Picadão Paladini
- Santa Cruz
- Vila Rica[5]